# Palača Cuba
Cuba (sicilijansko La Cubba) je palača v sicilskem mestu Palermo. Leta 1180 jo je zgradil Viljem II. Sicilski v svojem velikem kraljevskem parku kot svoj osebni rekreacijski paviljon skupaj z umetnim jezerom: kaže močne umetniške vplive Fatimidov, saj so ga (vsaj delno) oblikovali in okrasili arabski umetniki, ki so  živeli v Palermu po normanski osvojitvi leta 1072.
V naslednjih stoletjih je bila Kuba namenjena najrazličnejšim uporabam. Jezero so izsušili in na obalah zgradili paviljone, ki so ga uporabljali kot bolnišnico od kuge od 1576 do 1621. Nato je bilo leta 1921 stanovanje podjetja burgundskih plačancev in nazadnje last države. restavracija, ki na dan razkrije strukture iz 12. stoletja. Danes je to odvisno od "regijskega centra za parke in arheološke muzeje v Palermu" regijskega oddelka za kulturno dediščino.
'Cubola ali Mala Cuba je še ena zgradba, ki jo je Viljem II. zgradil za svoj park v manjših dimenzijah. Najbolj presenetljiva lastnost Cubole je majhna polkroglasta kupola.

## Arabsko-normanski slog
Rodbina Altavilla je dokončno osvojila Sicilijo leta 1070 z zavzetjem Palerma s strani Roberta il Guiscarda. Sicilija je bila Fatimidski emirat od leta 948.
Emirji, nosilci visoko razvite kulture, so svojo prestolnico Palermo postavili za eno najlepših sredozemskih mest in ga obogatili s palačami, vrtovi in mošejami. Razcveteli so trgovino, ustvarili visoko učinkovit državni aparat in se obdali s pesniki, arhitekti, filozofi in matematiki. Normanski kralji, ki so prihajali iz regije, ki je bila do zdaj kulturno na robu Evrope, so bili odprti in inteligentni, da so v največji možni meri absorbirali običaje in znanje arabske civilizacije na Siciliji, varuhi znanja, zbranega zaradi stika z azijsko in afriško civilizacijo, umirjeno od 7. stoletja.
Potem se je rodil čudovit arhitekturni slog, arabsko-normanski, ki združuje elemente severnoevropske romance z bizantinskimi elementi ter gradbeno in okrasno tradicijo civilizacije, arabske, ki je bila nepremagljiva za gradnjo v vročih državah.
Palača Cuba je del objektov na seznamu Unescove svetovne dediščine  od leta 2015.

## Opis
Zunaj ima stavba pravokotno obliko, dolga je 31,15 metra in široka 16,80. Na sredini vsake strani štrlijo štiri telesa v obliki stolpa. Najbolj štrleče telo je bilo edini dostop do palače s celine. Zunanje stene so okrašene z ogivalnimi oboki. V spodnjem delu je nekaj oken, ločenih z zidanimi stebri. Štiri fasade so okrašene s slepimi arkadami, majhnimi okni in nišami. Ime Cuba izhaja pravzaprav iz približno kubične oblike. 
Debele stene in nekaj oken so bile posledica podnebnih zahtev, ki so nudile večjo odpornost na sončno toploto. Poleg tega je bila največja površina odprtih oken na severovzhodni strani, ker je bila bolje pripravljena na sprejem svežih vetrov, ki prihajajo iz morja, umirjenih in navlaženih z vodami okoliške kotline.
Notranjost palače Cuba je bila razdeljena na tri usklajena in povezana okolja. V središču notranjega okolja so ostanki čudovitega marmornatega vodnjaka, tipičnega elementa arabskih zgradb, ki je potreben za osvežitev zraka. Osrednja dvorana je bila okrašena z muqarnas, arhitekturno in okrasno rešitvijo, podobno polkupoli.

## Posebnost
Prav v palači Cuba je med vodami in drevesi, ki so jo obkrožala, Giovanni Boccaccio  postavil eno od zgodb svojega Dekamerona. Šesti petega dne. To je ljubezenska zgodba med Gianom di Procido - nečakom istoimenskega velikega junaka sicilskih večernic - in Restituto, čudovito deklico z Ischie, ki so jo ugrabili giovani ciciliani, za darilo takratnemu kralju Sicilije Frideriku II.
Ko je Giovanni Boccaccio napisal Dekaamerona, se je že začel propad kraljevih parkov, ki so bili ponos mesta. Končala se je doba 'zelo srečnega' Palerma, ki je bil po Idriziju tedaj »največja in najlepša metropola na svetu« s svojo prostrano zeleno ravnico in kraji užitkov (mustanaza). Toda sled, ki ga je pustilo to obdobje sijaja, je bila tako svetla, da je še nekaj stoletij pozneje navdušila Boccaccia.